# 777 (음반)
777은 미국의 래퍼 라토의 2번째 정규 음반으로, 스트림컷과 RCA 레코드를 통해 2022년 3월 25일에 발매되었다. 미국 빌보드 200 15위를 기록했고, BET 힙합 어워드에서 올해의 힙합 음반 후보에 올랐다.

## 배경
라토는 <컴플렉스>와의 인터뷰에서 자신의 다재다능함을 보여주기 위해 팝, R&B, 힙합 등 여러 장르에 도전했다고 밝혔다. 또한 전작 Queen of da Souf (2020) 발매 이후 바로 음반 작업을 시작했으며, 그 해 첫 곡을 녹음했다고 말했다. 다음으로 음반 제목의 의미를 설명했다.
7은 신의 숫자이므로 이에 관심을 가지기 시작했어요. 어렸을 때부터 7은 항상 제가 가장 좋아하는 숫자였어요. 그리고 이를 3번 쓰면 666을 이겨요. 777은 복권과 카지노를 참고하여 라토로 이름을 바꾸면서 제 브랜드의 일부가 되었고, 대박을 뜻하는 숫자에요.
한편 라토는 자신이 피처링 아티스트의 구애를 거절하자 그가 피처링 클리어를 어렵게 만들었다고 음반 발매 전에 밝혔다.

## 음악 및 가사
올뮤직에 따르면, 라토는 섹스 자랑("Wheelie")과 돈을 벌고 적을 파괴하는 것("Trust No Bitch") 등 '일반적인 범위의 주제'를 다룬다. 또한 대부분의 곡이 미니멀한 트랩 인스트루멘탈을 포함하나, 라토는 몇몇 곡에서 다양한 스타일을 시도한다. "Sunshine"은 트랩 드럼과 가스펠 보컬의 혼합이고, "Like a Thug"는 R&B인 반면 "Real One"과 "Big Energy"는 팝이다.

## 평가
| 전문가 평가 | 전문가 평가 |
| 평가 점수   | 평가 점수   |
| 출처        | 점수        |
| ----------- | ----------- |
| 올뮤직      | 3.5/별      |
| 클래시      | 8/10        |
| NME         | 4/별        |
| 피치포크    | 6.5/10      |

<클래시>의 애나 라몬드는 곡 목록이 라토의 시그니처인 강력한 페르소나 '빅 라토'를 구축한 후 연약함을 드러내는 감각적인 R&B 프로덕션으로 선회한다고 분석했다. 또한 음반이 '대담하고 야심적'이고, 애틀랜타 랩 밖으로 영역을 확장하는 라토에게 행운의 기회를 준다고 평했다. <NME>의 조던 바셋은 라토가 브래거도시오를 줄이고 자기성찰에 집중하나 전체적인 분위기는 경쾌하다고 평했다.
<피치포크>의 타이라 트리슈는 음반이 라토가 강력한 힘이라는 것을 증명하지만, 그가 잠재력을 최대한 발휘하기 위해서는 아직 해야 할 일이 남아 있다고 평했다. <스테레오검>의 톰 브레이한은 음반이 '날카롭고 영리한 팝 랩'인 반면 '완전한 메이저 레이블 상품'이라고 분석했다. 또한 '저위험, 저투자 방식'으로 재미있다고 평했다.

### 연말 목록
| 출판사       | 목록                         | 순위 | 각주  |
| ------------ | ---------------------------- | ---- | ----- |
| <허프포스트> | 2022년 최고의 음반 12장      | 빈칸 | [ 7 ] |
| <롤링 스톤>  | 2022년 최고의 음반 100장     | 76   | [ 8 ] |
| <롤링 스톤>  | 2022년 최고의 힙합 음반 25장 | 13   | [ 9 ] |

## 수상 및 후보
| 시상식          | 연도 | 부문             | 결과 | 각주   |
| --------------- | ---- | ---------------- | ---- | ------ |
| BET 힙합 어워드 | 2022 | 올해의 힙합 음반 | 후보 | [ 10 ] |

## 곡 목록
전체 작사·작곡: 앨리사 스티븐스
| #            | 제목                                              | 작사·작곡 | 재생 시간 |
| ------------ | ------------------------------------------------- | --- | --------- |
| 1.           | 〈777 Pt. 1〉                                     | 조셀린 도널드, 소니 우아에주오케 | 1:20      |
| 2.           | 〈777 Pt. 2〉                                     | 자크 로우, 디에고 아벤다노, 조엘 뱅크스, 테일러 뱅크스                                                                                | 2:03      |
| 3.           | 〈Wheelie〉 (featuring 21 새비지)                 | 세이지 스콜필드, 션 솔리마르, 셰이야 아브라함-조세프, 폴 보레가르, 카메론 콜, 조슈아 구즈, 조던 휴스턴, 마르쿠스 랜들                 | 2:50      |
| 4.           | 〈Big Energy〉                                    | 로우, 아드리안 벨류, 크리스토퍼 프란츠, 루커즈 곳월드, 랜달 해머스, A1 라플레어, 본 올리버, 스티븐 스탠리, 테론 토마스, 티나 웨이머스 | 2:53      |
| 5.           | 〈Sunshine〉 (featuring 릴 웨인, 차일디시 감비노) | 스콜필드, 솔리마르, 드웨인 카터 Jr., 도널드 글로버, 앤서니 클레먼스 Jr., 필립 코니시, 루크 크라우더, 우포로 에봉                      | 3:26      |
| 6.           | 〈Like a Thug〉 (featuring 릴 더크)               | 더크 뱅크스, 엘리엇 뒤복, 패리스 존스, 타티아나 매튜스, 쿠퍼 맥길, 션 슈타인, 저스틴 짐                                               | 2:52      |
| 7.           | 〈It's Givin〉                                    | 도널드, 아이작 드 보니, 대릴 클레먼스, 마이클 뮬, 타즈 모건                                                                           | 2:33      |
| 8.           | 〈Stepper〉 (featuring 나르도 윅)                 | 도널드, D. 클레먼스, 호레이스 월 III, 어니스트 아담스, 압달라 아마드, 제프리 섀넌                                                     | 2:28      |
| 9.           | 〈Trust No Bitch〉                                | 데이비드 도먼, 핀레이 토마스 | 2:34      |
| 10.          | 〈Bussdown〉 (featuring 코닥 블랙)                | 로우, 빌 카프리, 제이슨 코넷, 조슈아 파커, 아이보리 스콧 IV, 테렌스 윌리엄스, 바네사 칼턴                                             | 2:46      |
| 11.          | 〈Soufside〉                                      | 로우, 스콜필드, 솔리마르, 라드릭 데이비스, 라데이먼 더글라스, 준 제임스                                                               | 1:51      |
| 12.          | 〈Sleep Sleep〉                                   | 도널드, 자말 그윈, 사무엘 린들리, 에리카 록하트, 칼 미첼, 퀸틴 사폴드, 댄 시몬스                                                      | 2:51      |
| 13.          | 〈Real One〉                                      | 도널드, 로우, 퍼렐 윌리엄스 | 2:27      |
| 총 재생 시간 | 총 재생 시간                                      | 총 재생 시간 | 32:54     |

## 차트
| 차트 (2022)                    | 최고 순위 |
| ------------------------------ | --------- |
| 캐나다 음반 (빌보드)           | 60        |
| 미국 빌보드 200                | 15        |
| 미국 탑 R&B/힙합 음반 (빌보드) | 8         |

| 차트 (2022)                    | 순위 |
| ------------------------------ | ---- |
| 미국 탑 R&B/힙합 음반 (빌보드) | 90   |